# Guadix

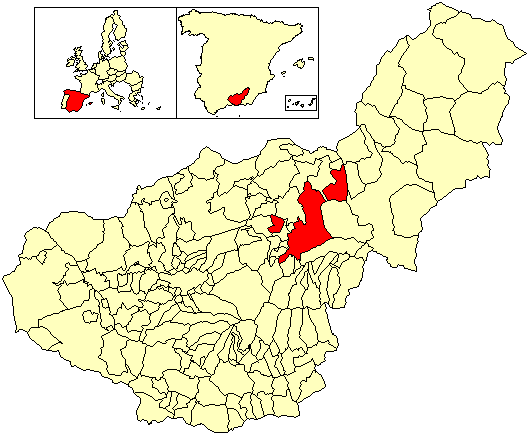
Guadix

Guadix este un municipiu din Spania, situat în provincia Granada din comunitatea autonomă Andaluzia. Are o populație de 20.326 de locuitori.